# Robo del fuego

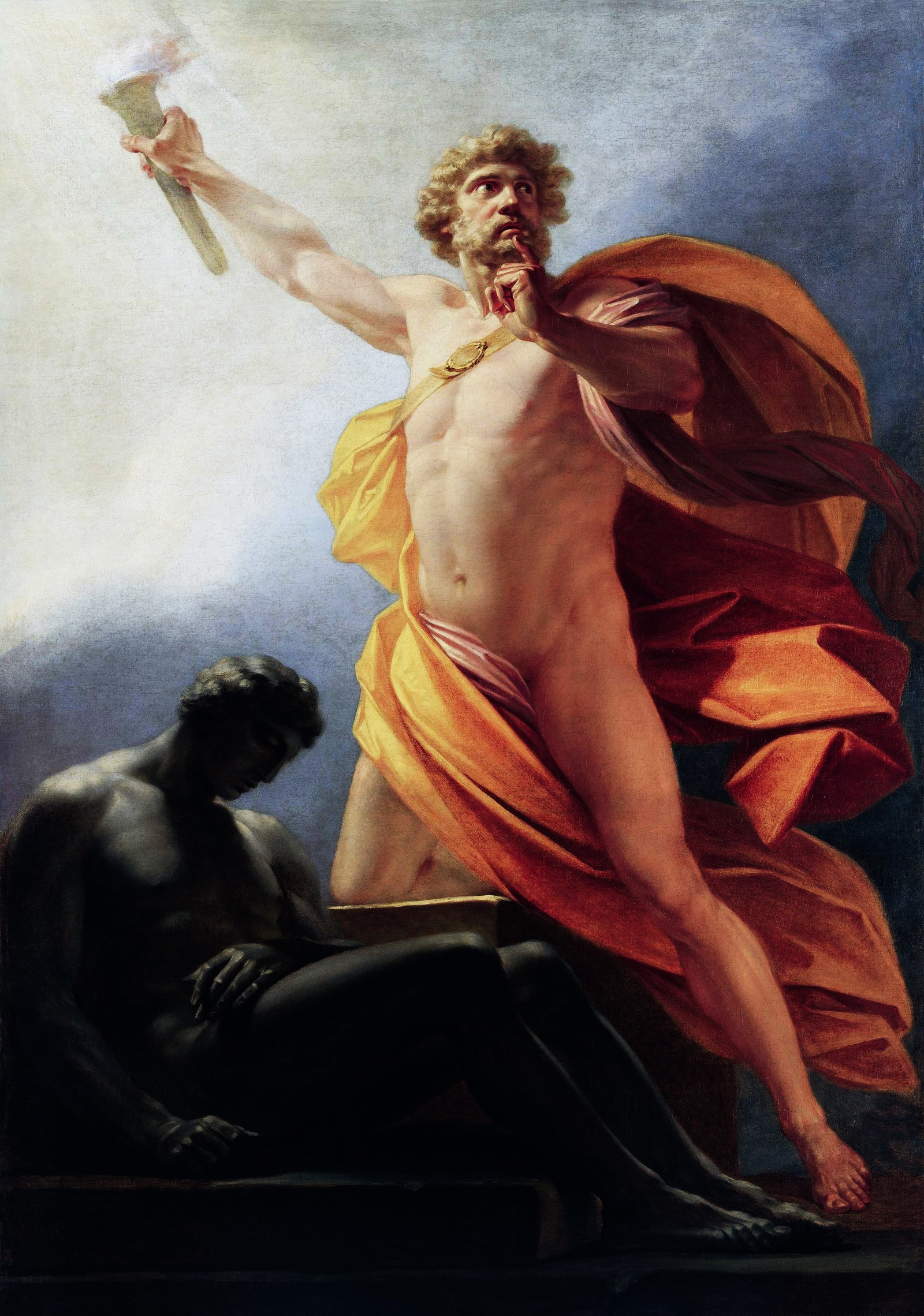
Prometeo trae fuego a la humanidad (1817) de Heinrich Füger

El robo del fuego para el beneficio de la humanidad es un tema recurrente en muchas mitologías del mundo, que simboliza la adquisición de conocimiento o tecnología y su impacto transformador en la civilización. Sus temas recurrentes incluyen figuras de embaucadores como el ladrón y guardianes heroicos sobrenaturales que acaparan el fuego de la humanidad, a menudo por desconfianza hacia los humanos. Estos mitos reflejan el profundo significado del fuego en la historia humana, visto como un paso fundamental en el desarrollo de la sociedad humana.
En la mitología africana, los san hablan de Kaggen, que roba el fuego del avestruz y se lo lleva a la gente. En América, las tribus indígenas y de las Primeras Naciones atribuyen el don del fuego a los animales. En las culturas euroasiáticas, el robo del fuego adopta diversas formas. El Rigveda védico narra la recuperación del fuego escondido por el héroe Mātariśvan. La mitología griega relata el robo del fuego celestial por parte de Prometeo para la humanidad, un acto por el que sufrió mucho. En Oceanía, los mitos polinesios suelen presentar a Māui como el ladrón del fuego, con diversas variaciones según las regiones.
La metáfora del robo de fuego se extiende a los tiempos modernos, particularmente en el contexto de las armas nucleares. El poder destructivo de las bombas atómicas se compara con el acto de Prometeo, que simboliza el peligroso conocimiento que ha adquirido la humanidad. Esta comparación se ha establecido en publicaciones y debates, haciendo hincapié en las implicaciones éticas y morales de la tecnología nuclear. Figuras como Robert Oppenheimer y el estadista Henry Kissinger han invocado la metáfora para destacar la responsabilidad que conlleva tal poder. La narrativa destaca la naturaleza dual del avance tecnológico, capaz de hacer avanzar a la sociedad y plantear amenazas significativas.
Es un tema que se repite en muchas mitologías del mundo. Los ejemplos incluyen:
- En la mitología griega, el titán Prometeo robó el fuego de los dioses en el tallo de una cañaheja, para la humanidad, permitiendo el progreso de la civilización.
- Según el Rigveda (3:9.5), el héroe Mātariśvan recuperó el fuego, que había sido ocultado a la humanidad.
- En el Libro de Enoc, los ángeles caídos y Azazel les enseñaron a la primera humanidad a usar herramientas y el fuego.
- En el mito polinesio, Māui robó el fuego de los Mudhens.[3]
- En el mito Cherokee, después de que Possum y Buzzard hubieran fallado en el robo del fuego, la abuela Araña usó su tela para colarse en la tierra de luz. Ella robó el fuego, escondiéndolo en una olla de barro.[4]
- Entre las varias tribus nativas americanas del noroeste pacífico y Primeras Naciones, el fuego fue robado y dado a los seres humanos por la zarigüeya, el coyote, el castor o el perro.[5]
- Según algunas personas de las Primeras Naciones del Yukón, Crow robó fuego de un volcán en medio del agua.[6]
- Según los nativos americanos de la cala, el conejo robó el fuego de las comadrejas.[7]
- En el mito Algonquin, Rabbit robó fuego de un anciano y sus dos hijas.[8]
- En el mito Ojibwa, la liebre Nanabozho robó fuego y se lo dio a los humanos.
- En una de las versiones del mito georgiano, Amirani robó el fuego a los forjadores de metales, que se negaron a compartirlo -y el conocimiento de cómo crearlo- con otros seres humanos.
- En la mitología nórdica, Loki obtiene el secreto del fuego de un águila a cambio del jamón y los hombros de los bueyes sacrificados.[9]